# بيلي هيوز (لاعب كرة قدم أمريكي)
بيلي هيوز (بالإنجليزية: Billy Hughes)‏ (30 ديسمبر 1948 في المملكة المتحدة - 20 ديسمبر 2019) هو لاعب كرة قدم أمريكي في مركز الهجوم. شارك مع منتخب اسكتلندا لكرة القدم. أما مع النوادي، فقد لعب مع ديربي كاونتي وليستر سيتي ونادي سندرلاند ونادي كارلايل يونايتد وسان خوزيه إيرث كويكس وفانكوفر رويالز ‏.

## وصلات خارجية
- بيلي هيوز على موقع الاتحاد الإسكتلندي (الإنجليزية)
- بيلي هيوز على موقع قاعدة بيانات كرة القدم.إي يو (الإنجليزية)